# Siglec
En biologie moléculaire, Siglec, de l'anglais : Sialic acid-binding immunoglobulin-type lectin, désigne des protéines de surface de type immunoglobuline qui se lient à l'acide sialique (une molécule qui joue un rôle important dans les interactions inter-cellulaires), elles sont principalement exprimées sur les cellules immunitaires, notamment les cellules hématopoïétiques.

## Historique
Dans les années 1990, les biologistes moléculaires ont mis en évidence de nombreuses protéines de type immunoglobuline qui pouvaient se lier aux glycanes, elles ont été nommées « lectines I ». Parmi celles-ci, certaines pouvaient constituer un sous-groupe spécifique, il s'agissait de récepteurs fixés sur la membrane cellulaire qui pouvaient se lier à l'acide sialique et qui présentaient des similarités structurelles et fonctionnelles. En 1998, un groupe de 19 chercheurs de différents pays proposa de nommer cette famille par le nom de « Siglec », à l'époque on connaissait quatre Siglecs.

## Description
Les Siglecs sont des récepteurs transmembranaires comprenant un domaine V-set de type immunoglobuline N-terminal extracellulaire, suivi par un nombre variable de domaines C2-set de type immunoglobuline (de 1 pour CD33 jusqu'à 16 pour la sialoadhésine).

## Classification
En 2021, on connaît 15 Siglecs chez les humains et/ou les grands singes et 9 chez les souris. Les Siglecs des humains et des grands singes sont désignés par Siglec-1 à Siglec-15.
Liste des Siglecs humaines, :
- Siglec-1 : sialoadhésine ou CD169, une molécule d'adhésion cellulaire trouvé à la surface de macrophages.
- Siglec-2 : CD22, une molécule de régulation qui empêche la suractivation du système immunitaire et le développement des maladies auto-immunes.
- Siglec-3 ; CD33, un récepteur transmembranaire exprimé sur des cellules de lignée myéloïde.
- Siglec-4 : glycoprotéine associée à la myéline (MAG).
- Siglec-5 : CD170 ou OB-BP1 (en anglais : Human OB binding protein-2[N 6]), présent dans les monocytes, les granulocytes et les lymphocytes B.
- Siglec-6 : OB-BP1 ou CDw327, présent dans les lymphocytes B et dans le placenta.
- Siglec-7 : AIRM1 ou CDw328, présent dans les monocytes, les lymphocytes NK et les granulocytes. Cette protéine a été identifiée en 1999 et son gène est située sur le chromosome 9, elle possède trois domaines de type immunoglobuline[7]
- Siglec-8 : exprimé principalement dans les granulocytes éosinophiles, les mastocytes et dans une moindre mesure les granulocytes basophiles.
- Siglec-9 : un inhibiteur récepteur qui atténue le fonctionnement des lymphocytes T et les lymphocytes NK.
- Siglec-10 : exprimé en surface des macrophages, sa fixation sur CD24 en surface d'une cellule fait office de signal inhibant la phagocytose de cette cellule.
- Siglec-11 : exprimé par les cellules de la microglie dans le cerveau, ce qui n'est pas le cas pour la protéine équivalente chez les autres espèces y compris les grands singes.
- Siglec-12 : outre les macrophages cette protéine est exprimée à la surface de cellules épithéliales.
- Siglec-13 : exprimé dans les monocytes chez les grands singes, absent chez les humains.
- Siglec-14 : exprimé dans les neutrophiles, les monocytes et les macrophages.
- Siglec-15 : exprimé dans les ostéoclastes et les macrophages.